# Karapelit, Dobrici
Karapelit (în bulgară Карапелит, în română Stejarul) este un sat în comuna Dobricika, regiunea Dobrici, Dobrogea de Sud, Bulgaria. Între anii 1913-1940 localitatea a fost reședința plasei Stejarul din județul Caliacra, România, fiind ulterior inclusă în plasa Ezibei a aceluiași județ.

## Demografie
Componența etnică a satului Karapelit
     Turci (1,98%)
     Bulgari (49,41%)
     Romi (47,16%)
     Nicio identificare (1,44%)
La recensământul din 2011, populația satului Karapelit era de 1.111 locuitori. Nu există o etnie majoritară, locuitorii fiind bulgari (49,41%), romi (47,16%) și turci (1,98%). Pentru 1,44% din locuitori nu este cunoscută apartenența etnică.